# یوکییو مینه
یوکییو مینه (انگلیسی: Yukiyo Mine؛ زادهٔ ۲۶ ژانویه ۱۹۸۸) بازیکن سافت‌بال اهل ژاپن است.
وی در مسابقات کشوری و بین‌المللی در مجموع برندهٔ ۱ مدال طلا شده‌است.